# アンフューマ科
アンフューマ科（アンフューマか、Amphiumidae）は、両生綱有尾目に属する科。現地では conger eel （アナゴ）または congo snake（コンゴヘビ） と呼ばれているが、魚類や爬虫類ではなく、両生類に分類される。

## 分布
アメリカ合衆国南東部。

## 形態
最大種はフタユビアンフューマで最大全長116cm。体形は長い。体色は黒または灰色。成体に外鰓はないが、左右に1つずつスリット状の鰓穴が残る。四肢は小型で、最大でも2cm程度。指趾は1-3本。目蓋と舌を欠く。

## 生態
河川や池沼、湿地などに生息する。流木の下や他の動物が掘った穴などを隠れ家にする。水が干上がると泥の中で夏眠することができる。食性は動物食で、昆虫類、甲殻類、魚類、両生類、爬虫類などを食べる。夜行性。
繁殖形態は卵生。体内受精。水辺の穴や倒木の下などに卵を産み、母親は卵が孵化するまでの約5ヶ月間卵にとぐろを巻いて保護する。幼生は外鰓を持つ。約4ヶ月で変態して成体となり、外鰓が消失し肺呼吸をはじめるが、左右に1つずつスリット状の鰓穴が残る。。

## 分類
現存するアンフューマには3つの種があり、指趾の数で区別される。
| 写真 | 名前                 | 学名                 | 分布・生息地                                                               |
| ---- | -------------------- | -------------------- | -------------------------------------------------------------------------- |
|      | ミツユビアンフューマ | Amphiuma tridactylum | アメリカ南東部                                                             |
|      | フタユビアンフューマ | Amphiuma means       | アメリカ南東部                                                             |
|      | ヒトユビアンフューマ | Amphiuma pholeter    | セントラルフロリダ、フロリダパンハンドル、ジョージア州南部、アラバマ州南部 |

## 人間との関係
ペットとして飼育されることもあり、日本にも輸入されている。流通量は少ない。